# Église Saint-Martin de La Genevraye
L'église Saint-Martin est un édifice religieux catholique situé à La Genevraye en Seine-et-Marne, en France.

## Localisation
L'église est située dans le département français de Seine-et-Marne, sur la commune de La Genevraye. Élevé sur une hauteur (69 m), elle est isolée en dehors du village.
Comme l’écrivait le Père Philippe (1908-1977), successeur du Père Jacques (1900-1945) au couvent des Carmes d’Avon : « Bâtie sur un mamelon qui domine la magnifique vallée du Loing et notre petit bourg, l’église de La Genevraye est considéré comme un joyau de l’art médiéval, à juste titre du reste et il n’est guère d’artistes peintres de renom qui n’aient été tentés de reproduire ses contours et le cadre très pictural dans lequel elle est sertie. Qu’elle soit caressée par les premières et douces lumières de l’aurore ou baignée par les feux rutilants du soleil couchant, elle demeure incontestablement l’un des bijoux de notre Gâtinais. Vieille de huit siècles, elle a résisté jusqu’ici au temps, et sa cloche, presque aussi vieille qu’elle, continue à dominer de son timbre aigrelet la vallée et ses voisines, dont celle de l’orphelinat voisin, continuant à animer ce coin charmant d’Ile-de-France ».

## Historique
L’ensemble formé par l’église et son cimetière est classé parmi les Sites pittoresques depuis 1970 et l’église elle-même parmi les  monuments historiques depuis l’arrêté du 7 mars 1975. La cloche (1619), provenant de Montigny-sur-Loing, est également classée. 

## Description architecturale

### Plan
Orientation et plan en croix latine, avec un transept saillant. L'église est entourée d'un cimetière. 

### Élévation extérieure
La façade pignon est percée d'une porte cintrée, surmontée d'une baie cintrée dans la partie supérieure. La façade est surmontée d'une croix. Les murs latéraux sont percés de part et d'autre de baies cintrées et sont épaulés de contreforts. La tour clocher épaule la façade du vaisseau central et est percée de baies cintrées pourvues d'abat-son. La tour clocher de plan carré est surmontée d'une croix de faîtage et d'une girouette.

## Galerie

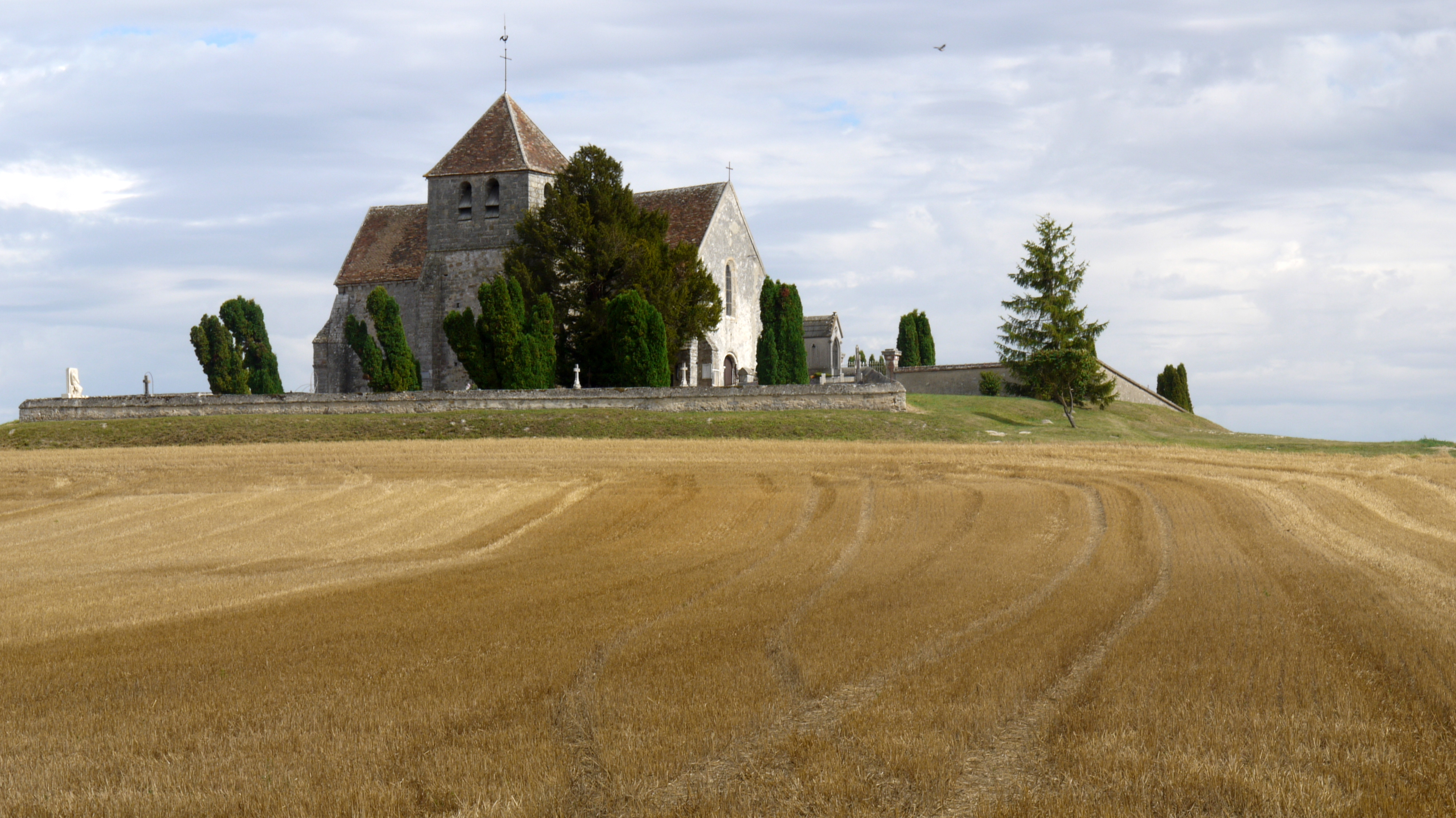
Église en été
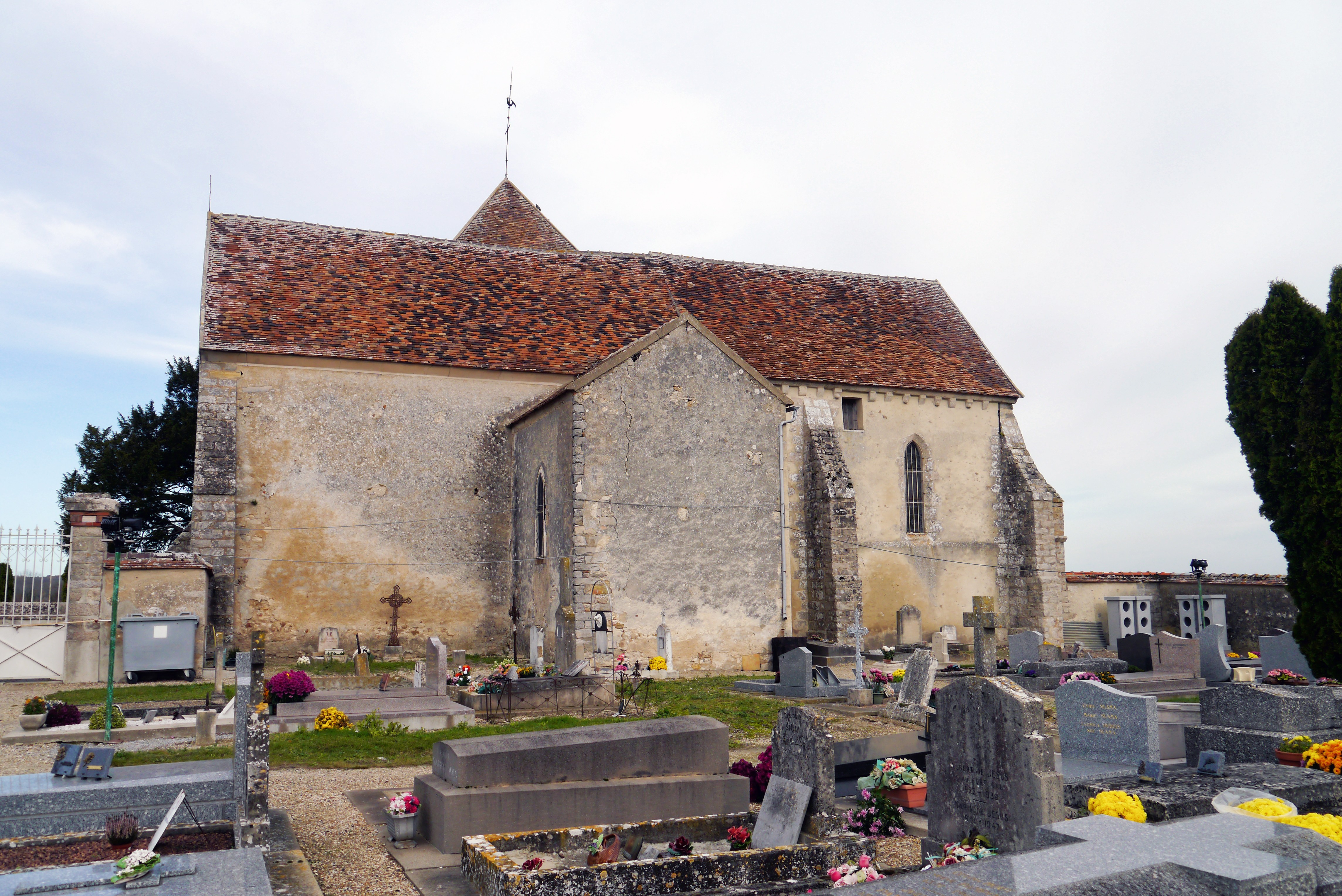
Façade sud-sud-est et cimetière
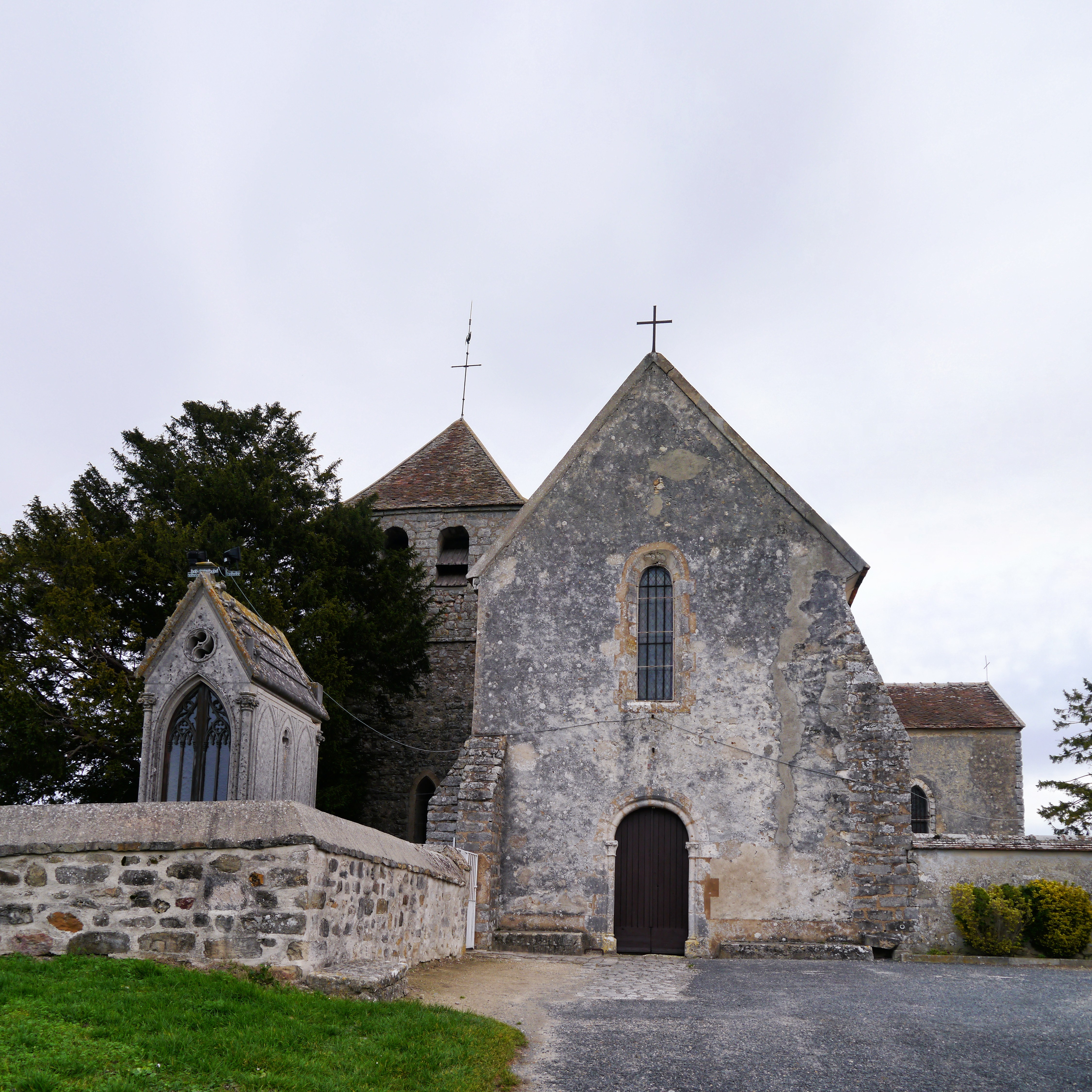
Façade ouest-sud-ouest avec l'entrée
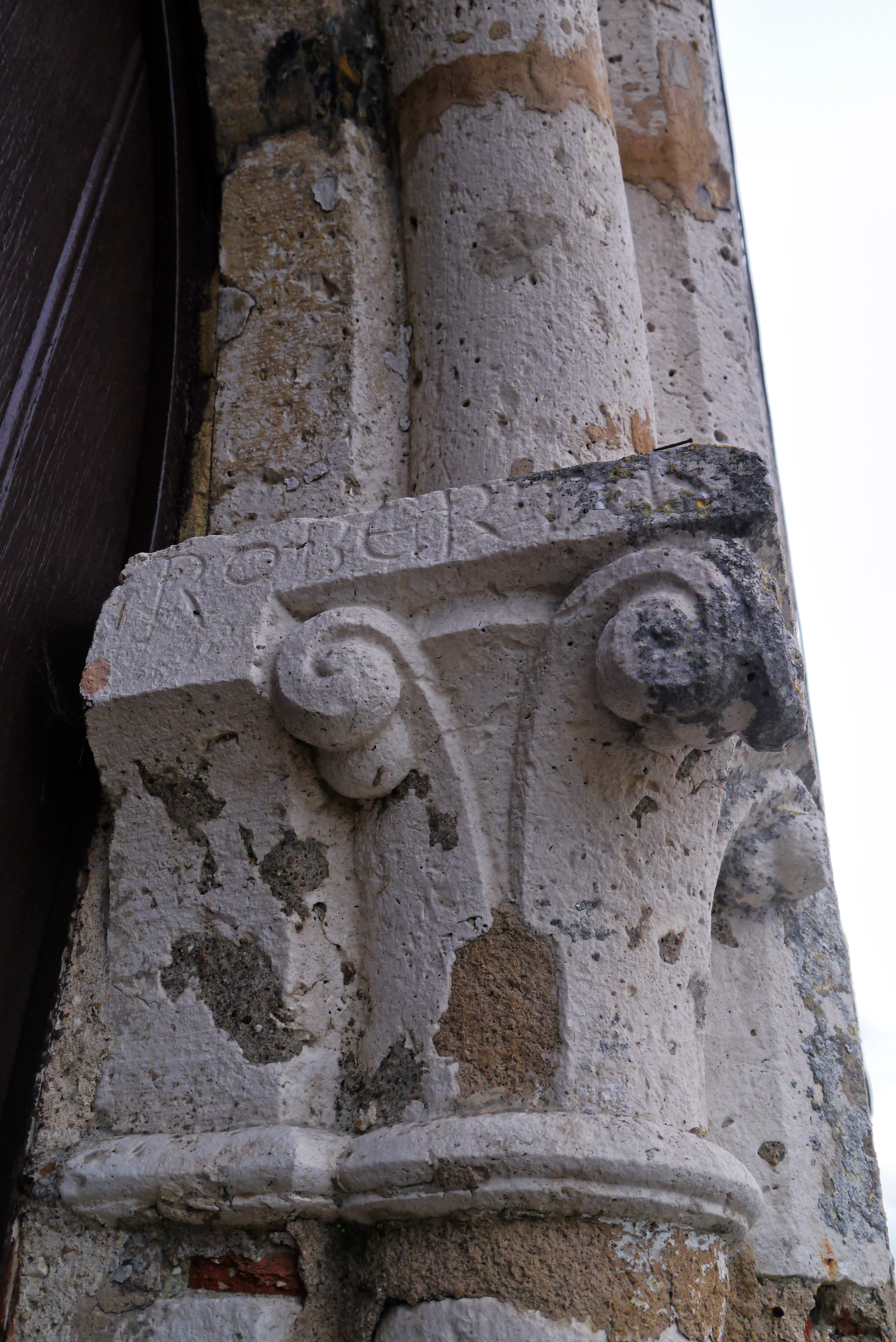
Chapiteau avec inscription sur la partie droite de l'entrée